# رومان كرويتور
رومان كرويتور (بالإنجليزية: Roman Kroitor)‏ (و. 1926 – 2012 م) هو مخرج أفلام، ومنتج أفلام، ومخترع كندي، ولد في يوركتن، بدأ مشواره المهني سنة 1952، توفي في كيبك، عن عمر يناهز 86 عاماً.

## التعليم
تعلم في جامعة مانيتوبا
.

## وصلات خارجية
- رومان كرويتور في قاعدة بيانات الأفلام على الإنترنت
- رومان كرويتور  على موقع أول موفي